# Падмасана

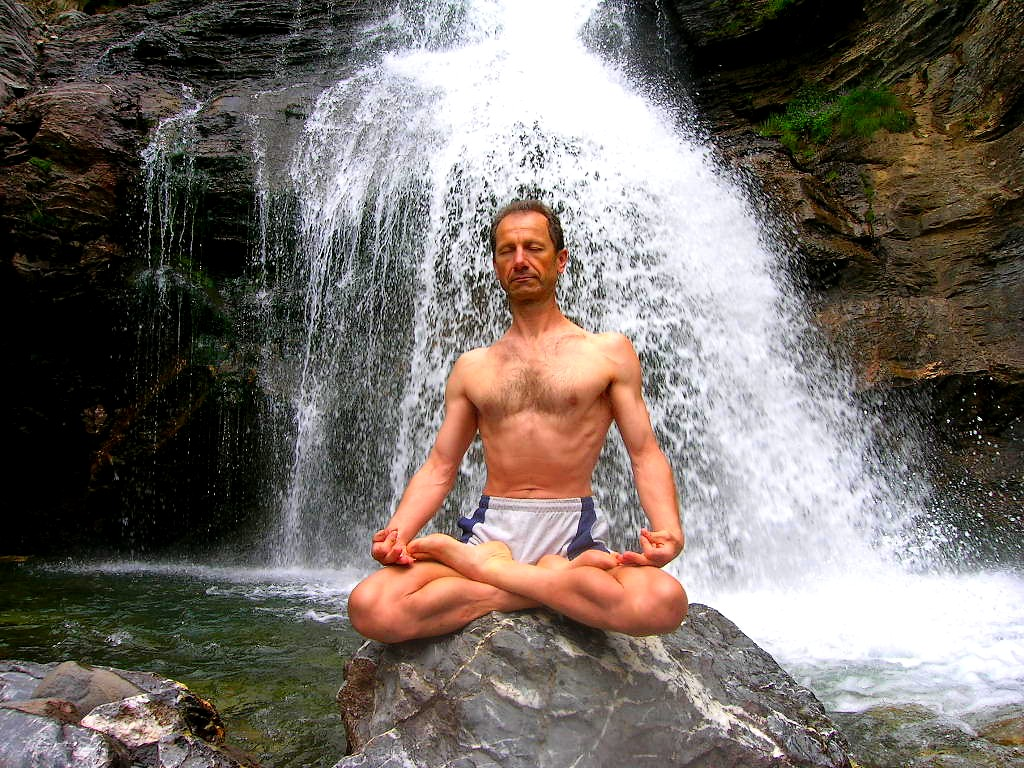
Поза лотоса

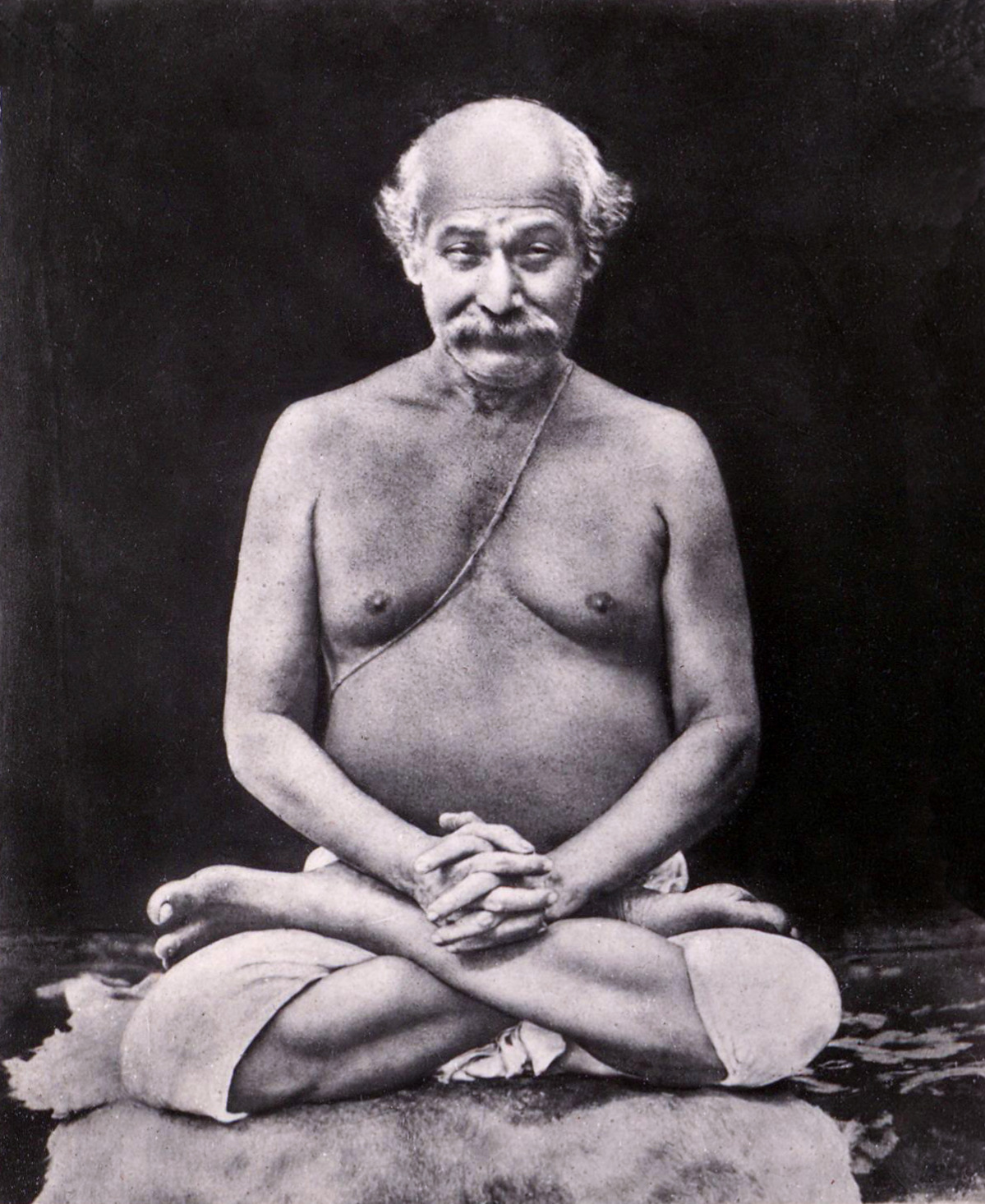
Лахірі Махасаї в позі лотоса

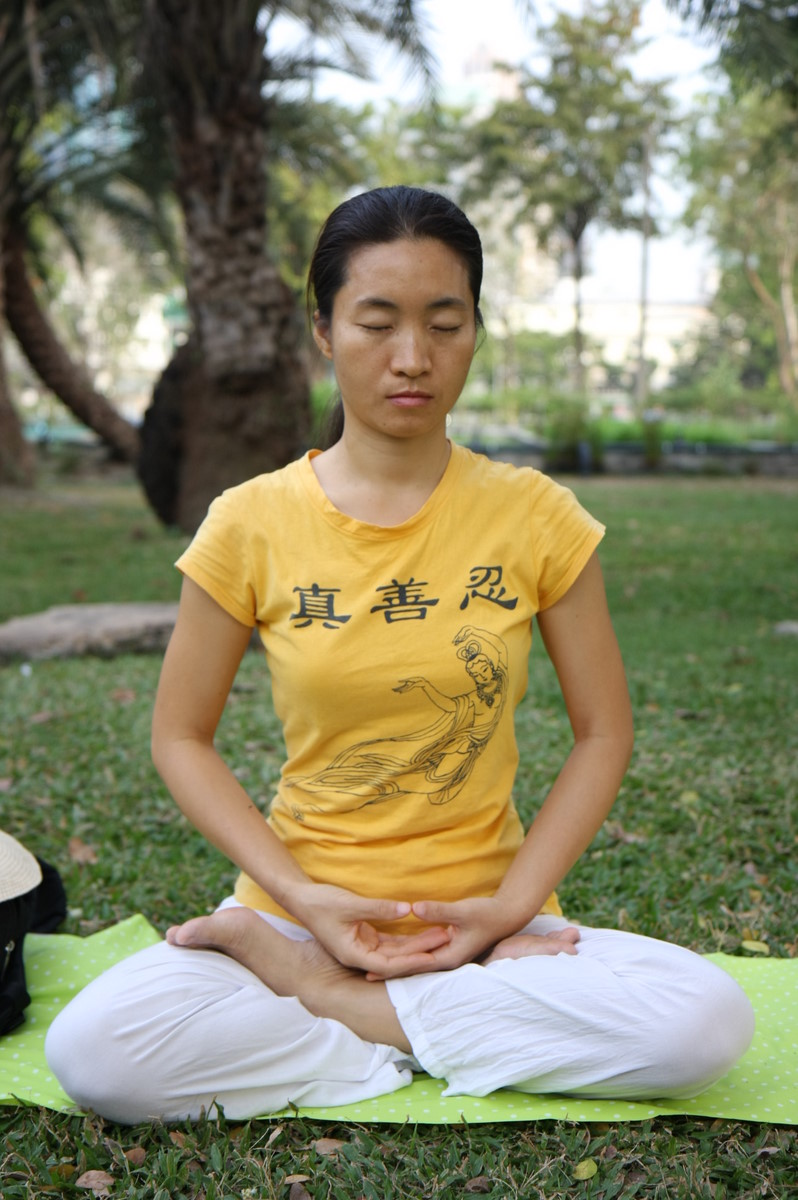
Поза лотоса

Поза лотоса (дев.: पद्मासन) — одна з основних  асан для медитації в йозі. Є базовою основою для будь-яких комплексів асан. Її положення — сидячи, схрестивши ноги, причому ноги знаходяться на протилежних стегнах. Асана використовується з часів давньої Індії. Використовується для медитації в йозі і для буддійської споглядальної практики.
Відомими зображеннями пози лотоса є зображення Шиви, медитуючого аскетичного Бога індуїзму і Сіддхартха Гаутама, засновника Буддизму.
Падмасана означає «поза лотоса». 
Асани не є самоціл'ю в йозі, а лише проміжний єтап, інтструмент для духовного розвитку в йозі. Падмасана також згадується у "Гхеранда самхіті". 

## Поза
Одна нога знаходиться на вершині протилежного стегна, п'ята близько до живота. Інша нога поміщається на протилежному стегні симетрично.
Коліна торкаються землі. Тулуб знаходиться в рівновазі, з прямим хребтом. Тулуб розташований по центру, над стегнами. Язик опирається на небо. Руки можуть лежати на колінах із застосуванням мудри. Руки знаходяться в розслабленому стані з злегка зігнутими ліктями.
Очі можуть бути закритими, тіло розслаблене, з усвідомленням загальної пози. Коректування проводяться до балансу і вирівнюванням на досвідчених. Поза повинна бути природною і комфортною, без будь-яких різких болів.
У більшості випадків, подушки (Дзафу) або мати (Дзабутон) є необхідними при сидінні в позі. Сидіти треба на передньому краї подушки або килимка для того, щоб схилитися вперед, щоб полегшити навантаження на хребет і забезпечити необхідну підтримку. Тільки найгнучкіші люди можуть домогтися цього в асанах без підтримки в межах їх таза (і Далай-лама радить не робити цього).

## Ардхападмасана. Поза напівлотоса  (варіація падмасани)

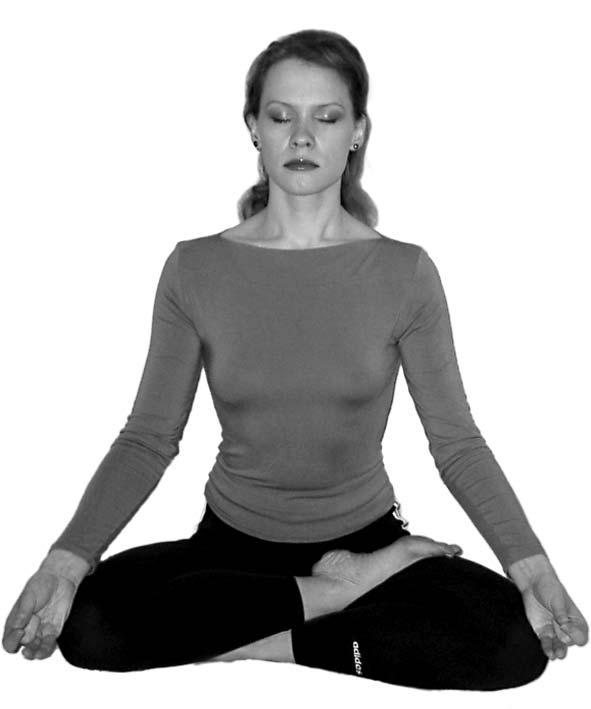
Ардхадамасана (поза напів лотоса)

Дана асана є різновидом падмасани. Вона підходить для поступового освоєння повної падмасани, та як самостійна асана. Виконується аналогічно падмасні, але лише на одну ногу, інша знаходиться біля паху на землі, як у сукхасані (зручна поза). Можна міняти ноги місцями. 

## Користь
Поза лотоса прийнята для того щоб дозволити тілу бути повністю стійким протягом тривалого часу. Стабілізовані тіло і розум стають першим кроком до медитації. Постава чинить тиск на нижню частину хребта, що може сприяти релаксації. Дихання може сповільнитися, знижується м'язова напруженість і падає кров'яний тиск. Також може поліпшуватися травлення.